# Париж — Рубе 2011
Париж — Рубе 2011 — 109-я по счёту традиционная французская классика. Победу одержал 30-летний бельгиец Йохан Вансуммерен, никогда не добивавшийся подобных успехов.

## Участники
На старт вышли 198 велогонщиков, по 8 от 23 команд, «Lampre-ISD» и «Liquigas-Cannondale» выставили по 7 спортсменов. Кроме 18 коллективов UCI ProTeams, организаторы пригласили 7 команд Континентального Тура (выделены прописью).
| №       | Код | Команда            |
| ------- | --- | ------------------ |
| 1-8     | LEO | Team Leopard-Trek  |
| 11-19   | GRM | Garmin-Cervélo     |
| 21-28   | SKY | Team Sky           |
| 31-38   | THR | Team HTC-Highroad  |
| 41-48   | QST | Quick Step         |
| 51-60   | OLO | Omega Pharma-Lotto |
| 61-70   | BMC | BMC Racing Team    |
| 71-78   | KAT | Team Katusha       |
| 81-88   | ALM | AG2R La Mondiale   |
| 91-99   | VCD | Vacansoleil-DCM    |
| 101-108 | SAU | Saur-Sojasun       |
| 111-118 | RAB | Rabobank           |
| 121-128 | FDJ | FDJ                |

| №       | Код | Команда             |
| ------- | --- | ------------------- |
| 131-138 | SKS | Skil-Shimano        |
| 141-148 | LIQ | Liquigas-Cannondale |
| 151-158 | COF | Cofidis             |
| 161-168 | LAM | Lampre-ISD          |
| 171-180 | SBS | Saxo Bank-SunGard   |
| 181-188 | RSH | Team RadioShack     |
| 191-198 | EUC | Europcar            |
| 201-208 | MOV | Team Movistar       |
| 211-218 | AST | Astana              |
| 221-228 | EUS | Euskaltel-Euskadi   |
| 231-238 | APP | Team NetApp         |
| 241-248 | BSC | Bretagne-Schuller   |

## Ход гонки
Гонка c 27 участками брусчатки получилась сумбурной, с большим количеством падений. До финиша не добрались 90 гонщиков, в том числе Том Бонен и вся «Катюша». В 100 километрах от старта в отрыв ушла группа из восьми человек, позже к ним переложились ещё 10 человек. Их преимущество колебалось в районе полутора минут. Примерно за 50 километров до финиша в атаку из основной группы преследования пошёл действующий победитель гонки Фабиан Канчеллара, и через 10 километров до лидеров осталось полминуты, а за швейцарца зацепились только Тур Хусховд и Алессандро Баллан. Однако попутчики не хотели работать вместе с Канчелларой, и тот бросил прежний темп, вскоре их догнали остальные лидеры пелотона. В результате проредившаяся лидирующая группа довела разрыв до минуты, когда за 20 километра до финиша из её рядов в атаку пошёл Ларс Бак, усидеть за которым смогли Мартен Тьяллинги, Грегори Раст и Йохан Вансуммерен. За 15 километров до финиша контратаковал Вансуммерен, добившийся полуминутного превосходства над Тьяллинги; дуэт Бака и Раста проигрывал ещё 10 секунд. За 4 километра до финиша в атаку пошёл Канчеллара, из его группы никто не сумел поддержать темп, но трио преследователей Вансуммерена село ему на колесо. Вансуммерен в одиночку проехал финишный круг и отпраздновал главную победу в карьере. Из группы преследователей отвалился Бак, а Канчеллара в трековом спринте одолел попутчиков, что позволило ему возглавить рейтинг Мирового Тура.

## Результаты
|    | Гонщик                   | Команда           | Время      |
| -- | ------------------------ | ----------------- | ---------- |
| 1  | Йохан Вансуммерен (BEL)  | Garmin-Cervélo    | 6h 07' 28" |
| 2  | Фабиан Канчеллара (SUI)  | Team Leopard-Trek | + 19"      |
| 3  | Мартен Тьяллинги (NED)   | Rabobank          | + 19"      |
| 4  | Грегори Раст (SUI)       | Team RadioShack   | + 19"      |
| 5  | Ларс Бак (DEN)           | Team HTC-Highroad | + 21"      |
| 6  | Алессандро Баллан (ITA)  | BMC Racing Team   | + 36"      |
| 7  | Бернхард Айзель (AUT)    | Team HTC-Highroad | + 47"      |
| 8  | Тур Хусховд (NOR)        | Garmin-Cervélo    | + 47"      |
| 9  | Хуан Антонио Флеча (ESP) | Team Sky          | + 47"      |
| 10 | Мэтью Хэйман (AUS)       | Team Sky          | + 47"      |